# D1 (ドバイ)
D1(ドバイ・ナンバー1の意味)はアラブ首長国連邦ドバイにある80階建、高さ284mの超高層住居ビルである。2015年に竣工したD1は超高層ラウンジやプライベートシネマ、屋内プール、ジム、コンシェルジュサービスを売りにしている。D1はパラッセオ・ヴェルサーチ・ドゥバイに隣接している。

## 設計
タワーは建造物自体の軒高が284mあり、尖塔も含めた全高は350mある。元々2013年にD1の建設工事は完了する予定であった。

## Q1との類似性
D1はオーストラリア、ゴールドコーストにある世界で7番目に高い超高層住居ビルであるQ1と姉妹塔である。2つとも同じように見えるが、Q1に比べD1は建造物全体の最頂部が低い一方、軒高が高い。これはQ1の軒高275mに尖塔を含めて測った尖塔高が323mになるからである。